# Фридрих фон Васербург
Фридрих I/II фон Васербург (на немски: Friedrich I/II von Wasserburg; † ок. 1030) е граф на Горен Изар и на Васербург. Той управлява територията около Дисен ам Амерзе и Хахинг (днес в Мюнхен).

## Произход
Той е син на Бертхолд I фон Васербург († 990), господар на Васербург, Ризенбург и Горен Изар, и съпругата му де Бар (* сл. 954), дъщеря на херцог Фридрих I от Горна Лотарингия, граф на Бар († 978), и принцеса Беатрис Френска († сл. 987), дъщеря на френския херцог Хуго Велики († 956) и Хедвига от Германия († 958), дъщеря на император Хайнрих I Птицелов († 936) и Матилда фон Рингелхайм († 968). По баща е внук на граф Арнолд I фон Зундгау († 953) и съпругата му Аделхайд († ок. 915).

## Фамилия
Фридрих фон Васербург се жени за Куница фон Йонинген († 6 март 1020, погребана в Дисен), дъщеря на херцог Конрад I/II от Швабия († 997) и принцеса Рихлинд от Швабия, дъщеря на херцог Лиудолф от Швабия († 957) от род Лиудолфинги, херцог на Швабия (950 – 954), крал на Италия (956 – 957), най-големият син на император Ото I. Те имат децата:
- Бертхолд II фон Дисен († ок. 1060), граф на Горен Изар, граф на Графство Дисен-Андекс, катедрален фогт на Регенсбург, женен за фон Хоенварт, родители на граф Ото II фон Волфратсхаузен († 1122)
- Фридрих I фон Регенсбург/или Фридрих II фон Дисен († ок. 24 януари 1075), граф на Дисен, женен I. за Ерменгарда фон Гилхинг, II. за Хадамут от Бавария, III. за фон Регенсбург
- Гута фон Вителсбах, омъжена за Адалберо фон Заксенкам
- Кристина, омъжена за граф Фридрих фон Епенщайн
- Пилихилда фон Васербург († ок. 1075), омъжена за граф Зигхард VI в Понгау
- Ото I фон Васербург († 1065), граф на Дисен